# معرف (الحصن)

تعديل مصدري - تعديل

معرف هي إحدى قرى عزلة اليمانية العليا بمديرية الحصن التابعة لمحافظة صنعاء، بلغ تعداد سكانها 41 نسمة حسب تعداد اليمن لعام 2004.